# Cobubatha periusia
Cobubatha periusia là một loài bướm đêm trong họ Noctuidae.